# Eois lunifera
Eois lunifera là một loài bướm đêm trong họ Geometridae.